# Классика наследия НХЛ 2022
Классика наследия 2022 — матч регулярного чемпионата НХЛ сезона 2021/2022 между командами «Баффало Сейбрз» и «Торонто Мейпл Лифс», который состоялся 13 марта 2022 года на стадионе «Тим Хортонс-филд» в канадском городе Гамильтоне.

## Предыстория
О месте проведения и участниках матча было объявлено 16 сентября 2021 года.
«Мейпл Лифс» в четвертый раз принимал участие в матче регулярного чемпионата под открытым небом. В Зимней классике 2014 «листья» в серии буллитов со счетом 3:2 переиграли «Детройт Ред Уингз». Также «Торонто» взял верх в матче против «Детройта» в 2017 году в Столетней классике 5:4 (ОТ). В Стадионной серии 2018 счетом 2:5 уступили «Вашингтон Кэпиталз».
«Баффало» сыграл в своей третьей игре на свежем воздухе. 1 января 2008 года «Сейбрз» играли в самой первой Зимней классике, в которой уступили «Питтсбург Пингвинз» со счетом 1:2 в серии буллитов. А в Зимней классике 2018 против «Нью-Йорк Рейнджерс», «Баффало» проиграл в овертайме со счетом 2:3.
Данный матч является третьей очной встречей команд в сезоне 2021/22. Первая состоялась 13 ноября и завершилась победой «Торонто» со счётом 5:4. Во второй встрече, которая прошла 2 марта, победу одержал «Баффало» со счётом 5:1.
В регулярном чемпионате 2021/22 «Торонто» провёл 58 матчей (37-16-5) и с 79 очками занимал 3-е место в Атлантическом дивизионе, а «Баффало» в 59 матчах (19-32-8) набрал 46 очков и расположился на 7-м месте в том же дивизионе.
«Баффало Сейбрз» является первой командой из США, которая принимала участие в «Классике наследия». Также несмотря на то, что матч проходил на стадионе в провинции Онтарио, номинальными хозяевами площадки являлись «Сейбрз».

## Стадион
«Тим Хортонс-филд» — многофункциональный стадион на котором выступает команда по канадскому футболу «Гамильтон Тайгер-Кэтс» из Канадской футбольной лиги. Также на нём играет футбольный клуб «Фордж» из Канадской премьер-лиги. Стадион способен вмещать более 23 000 зрителей.

## Составы команд

### «Баффало Сейбрз»
| №          | Игрок               | Страна                    | Хват    | Дата рождения    | Рост (см) | Вес (кг) |
| Вратари    | Вратари             | Вратари                   | Вратари | Вратари          | Вратари   | Вратари  |
| ---------- | ------------------- | ------------------------- | ------- | ---------------- | --------- | -------- |
| 31         | Дастин Токарски     | Канада                    | Левый   | 16 сентября 1989 | 183       | 93       |
| 41         | Крэйг Андерсон      | Соединённые Штаты Америки | Левый   | 21 мая 1981      | 188       | 84       |
| Защитники  |                     |                           |         |                  |           |          |
| 8          | Роберт Хегг         | Швеция                    | Левый   | 8 февраля 1995   | 188       | 93       |
| 10         | Хенри Йокихарью     | Финляндия                 | Правый  | 17 июля 1999     | 183       | 88       |
| 13         | Марк Писик          | Канада                    | Правый  | 11 января 1992   | 186       | 91       |
| 23         | Маттиас Самуэльссон | Соединённые Штаты Америки | Левый   | 14 марта 2000    | 193       | 98       |
| 26         | Расмус Далин        | Швеция                    | Левый   | 13 апреля 2000   | 191       | 84       |
| 78         | Джейкоб Брайсон     | Канада                    | Левый   | 18 ноября 1997   | 175       | 84       |
| Нападающие |                     |                           |         |                  |           |          |
| 15         | Джон Хэйден         | Соединённые Штаты Америки | Правый  | 14 февраля 1995  | 191       | 98       |
| 19         | Пейтон Кребс        | Канада                    | Левый   | 26 января 2001   | 180       | 82       |
| 20         | Коди Икин           | Канада                    | Левый   | 24 мая 1991      | 183       | 86       |
| 21         | Кайл Окпосо         | Соединённые Штаты Америки | Правый  | 16 апреля 1988   | 184       | 100      |
| 24         | Дилан Козенс        | Канада                    | Правый  | 9 февраля 2001   | 191       | 85       |
| 29         | Винни Хиностроза    | Соединённые Штаты Америки | Правый  | 3 апреля 1994    | 175       | 78       |
| 37         | Кейси Миттельштадт  | Соединённые Штаты Америки | Левый   | 22 ноября 1998   | 180       | 86       |
| 53         | Джефф Скиннер       | Канада                    | Левый   | 16 мая 1992      | 180       | 91       |
| 71         | Виктор Улофссон     | Швеция                    | Левый   | 18 июля 1995     | 178       | 80       |
| 72         | Тэйдж Томпсон       | Соединённые Штаты Америки | Правый  | 30 октября 1997  | 197       | 98       |
| 74         | Расмус Асплунд      | Швеция                    | Левый   | 3 декабря 1997   | 180       | 87       |
| 89         | Алекс Так           | Соединённые Штаты Америки | Правый  | 10 мая 1996      | 193       | 100      |

Главный тренер: Дон Гранато

### «Торонто Мейпл Лифс»
| №          | Игрок            | Страна                    | Хват    | Дата рождения    | Рост (см) | Вес (кг) |
| Вратари    | Вратари          | Вратари                   | Вратари | Вратари          | Вратари   | Вратари  |
| ---------- | ---------------- | ------------------------- | ------- | ---------------- | --------- | -------- |
| 35         | Петр Мразек      | Чехия                     | Левый   | 14 февраля 1992  | 187       | 82       |
| 50         | Эрик Челльгрен   | Швеция                    | Левый   | 14 октября 1996  | 191       | 90       |
| Защитники  |                  |                           |         |                  |           |          |
| 3          | Джастин Холл     | Соединённые Штаты Америки | Правый  | 30 января 1992   | 190       | 93       |
| 37         | Тимоти Лильегрен | Швеция                    | Правый  | 30 апреля 1999   | 183       | 86       |
| 38         | Расмус Сандин    | Швеция                    | Левый   | 7 марта 2000     | 181       | 85       |
| 44         | Морган Райлли    | Канада                    | Левый   | 9 марта 1994     | 185       | 98       |
| 46         | Илья Любушкин    | Россия                    | Правый  | 6 апреля 1994    | 187       | 91       |
| 78         | Ти Джей Броди    | Канада                    | Левый   | 7 июня 1990      | 185       | 83       |
| Нападающие |                  |                           |         |                  |           |          |
| 15         | Александр Керфут | Канада                    | Левый   | 11 августа 1994  | 178       | 79       |
| 16         | Митч Марнер      | Канада                    | Правый  | 5 мая 1997       | 181       | 77       |
| 19         | Джейсон Спецца   | Канада                    | Правый  | 13 июня 1983     | 191       | 97       |
| 24         | Уэйн Симмондс    | Канада                    | Правый  | 26 августа 1988  | 188       | 84       |
| 25         | Ондржей Каше     | Чехия                     | Правый  | 8 ноября 1995    | 182       | 84       |
| 34         | Остон Мэттьюс    | Соединённые Штаты Америки | Левый   | 17 сентября 1997 | 191       | 98       |
| 47         | Пьер Энгвалл     | Швеция                    | Левый   | 31 мая 1996      | 194       | 87       |
| 58         | Майкл Бантинг    | Канада                    | Левый   | 17 сентября 1995 | 180       | 89       |
| 64         | Давид Кампф      | Чехия                     | Левый   | 12 января 1995   | 183       | 82       |
| 65         | Илья Михеев      | Россия                    | Левый   | 10 октября 1994  | 189       | 88       |
| 88         | Вильям Нюландер  | Швеция                    | Правый  | 1 мая 1996       | 181       | 86       |
| 91         | Джон Таварес — К | Канада                    | Левый   | 20 сентября 1990 | 185       | 94       |

Главный тренер: Шелдон Кифф

## Матч
Первый период встречи голов не принёс. В начале 2-го периода нападающий «Торонто» Ондржей Каше открыл счёт матче, однако менее чем через минуту «Баффало» сравнял счёт благодаря голу Пейтона Кребса. Через полторы минуты Остон Мэттьюс снова выводит «Мейпл Лифс» вперёд. В середине 2-го периода Винни Хиностроза во второй раз делает счёт раным. В начале 3-го периода Хиностроза впервые в матче выводит «Сейбрз» в счёте вперёд, а на 54-й минуте Пейтон Кребс упрочивает лидерство. В конце периода «Торонто Мейпл Лифс» меняет своего вратаря на шестого полевого игрока, однако пропускает шайбу в пустые ворота и проигрывает встречу со счётом 2:5.
| 13 марта 2022 16:00 | Баффало Сейбрз | 5 : 2 (0:0, 2:2, 3:0) | Торонто Мейпл Лифс | Тим Хортонс-филд, Гамильтон Зрителей: 26 119 |

| Отчёт | Отчёт                                 | Отчёт                                                                                            | Отчёт       | Отчёт                                                                         |
| --- | ------------------------------------- | ------------------------------------------------------------------------------------------------ | ----------- | ----------------------------------------------------------------------------- |
| |                                       |                                                                                                  |             |                                                                               |
| | Крэйг Андерсон                        | Вратари                                                                                          | Петр Мразек | Судьи: Келли Сазерленд Ти Джей Лаксмор Линейные судьи: Девин Берг Марк Шевчик |
| | Голы:                                 |                                                                                                  |             | Судьи: Келли Сазерленд Ти Джей Лаксмор Линейные судьи: Девин Берг Марк Шевчик |
| Пейтон Кребс — 21:22 (В. Хиностроза, Р. Хегг) Винни Хиностроза — 30:53 (Т. Томпсон, М. Самуэльссон) Винни Хиностроза — 45:16 Пейтон Кребс — 53:49 (Д. Козенс, К. Окпосо) Тэйдж Томпсон (мен.) (п.в.) — 57:35 | 0 : 1 : 1 1 : 2 : 2 3 : 2 4 : 2 5 : 2 | 20:40 — Ондржей Каше (В. Нюландер, Дж. Таварес) 22:57 — Остон Мэттьюс (А. Керфут, Ти Джей Броди) |             | Судьи: Келли Сазерленд Ти Джей Лаксмор Линейные судьи: Девин Берг Марк Шевчик |
| |                                       |                                                                                                  |             | Судьи: Келли Сазерленд Ти Джей Лаксмор Линейные судьи: Девин Берг Марк Шевчик |
| |                                       |                                                                                                  |             | Судьи: Келли Сазерленд Ти Джей Лаксмор Линейные судьи: Девин Берг Марк Шевчик |
| |                                       |                                                                                                  |             | Судьи: Келли Сазерленд Ти Джей Лаксмор Линейные судьи: Девин Берг Марк Шевчик |
| 30 мин | Штраф                                 | 32 мин                                                                                           |             | Судьи: Келли Сазерленд Ти Джей Лаксмор Линейные судьи: Девин Берг Марк Шевчик |
| |                                       |                                                                                                  |             |                                                                               |
| | 38                                    | Броски                                                                                           | 36          |                                                                               |

### Три звезды матча
1. Пейтон Кребс («Баффало Сейбрз») — 2 гола;
2. Винни Хиностроза («Баффало Сейбрз») — 2 гола и 1 передача;
3. Ондржей Каше («Торонто Мейпл Лифс») — 1 гол.